# 黑灯工厂
黑灯工厂（英語：dark factory）是指产品生产实现完全自动化、无需或几乎无需任何工人在场的制造业工厂，这种生产方式称为黑灯生产（lights-out manufacturing）。许多工厂能够“熄灯”运行，但很少有能够完全实现无人生产的。例如，数控机械加工通常需要人工取走已完成的零件，并安装固定未加工零件的夹具。随着全面自动化技术的普及，许多工厂开始在轮班的时间（或单独的班次）采用黑灯生产，以满足增长的需求或节省劳动力成本。
自动化工厂（automatic factory）是指从原材料进入到成品输出几乎无需人工干预的工厂。文学中最早描写自动化工厂的是菲利普·狄克1955年发表的短篇小说《自动工厂》。

## 现实案例

### 黑灯数控加工
数控机床不需要操作员持续值守，一些型号甚至可以无人值守运行。一些机械车间在夜间和周末无人值守运行 数控加工。尽管机器运行时无人值守，但工厂通常仍会安排一人在机器近处。

### 现有的黑灯工厂
日本机器人公司发那科自2001年以来已实现黑灯生产。机器人以每24小时生产约50个的速度生产另外一种机器人，并可在无人值守的情况下连续运行长达30天。发那科副总裁Gary Zywiol表示，除了关灯以外，工厂还关掉了空调和暖气。
在荷兰，飛利浦在黑灯工厂生产電動剃鬚刀，其中有128台机器人由Adept Technology制造。整个生产流程只在末端配置了9名人类质检员进行监管。